# 松本洋介
松本 洋介（まつもと ようすけ、1979年8月21日 - ）は、日本の実業家。株式会社LiB（リブ）代表取締役社長。

## 人物
石川県出身。
明治大学商学部を卒業。2003年、株式会社リクルート入社。
2007年3月、株式会社リクルートを退社後、同年4月にトレンダーズ株式会社に入社。最高執行責任者（COO）。
2012年、営業担当取締役として同社を東証マザーズへ上場。
2014年4月、株式会社LiB（リブ）を設立。代表取締役に就任。
日本初のハイキャリア女性向け転職サービスを運営。

## 学歴
- 2003年、明治大学商学部商学科卒業

## 職歴
- 2003年、株式会社リクルート勤務
- 2007年、株式会社リクルート退社
- 2007年、トレンダーズ株式会社に経営参画。最高執行責任者（COO）
- 2012年、営業担当取締役として東証マザーズへ上場。
- 2014年、株式会社LiB（リブ）設立、代表取締役就任